# Fynn Kliemann/Diskografie
Diese Diskografie ist eine Übersicht über die musikalischen Werke des deutschen Musikers Fynn Kliemann. Den Schallplattenauszeichnungen zufolge hat er bisher mehr als 600.000 Tonträger verkauft. Seine erfolgreichsten Veröffentlichungen sind die Singles Zuhause und Alles was ich hab mit jeweils über 200.000 verkauften Einheiten.

## Alben

### Studioalben
| Jahr | Titel Musiklabel            | Höchstplatzierung, Gesamtwochen, AuszeichnungChartplatzierungen (Jahr, Titel, Musiklabel, Platzierungen, Wochen, Auszeichnungen, Anmerkungen) | Höchstplatzierung, Gesamtwochen, AuszeichnungChartplatzierungen (Jahr, Titel, Musiklabel, Platzierungen, Wochen, Auszeichnungen, Anmerkungen) | Höchstplatzierung, Gesamtwochen, AuszeichnungChartplatzierungen (Jahr, Titel, Musiklabel, Platzierungen, Wochen, Auszeichnungen, Anmerkungen) | Anmerkungen                                                  |
| Jahr | Titel Musiklabel            | DE | AT | CH | Anmerkungen                                                  |
| ---- | --------------------------- | --- | --- | --- | ------------------------------------------------------------ |
| 2018 | Nie TwoFinger Records (BMG) | DE8 Gold · (16 Wo.)DE | AT29 (1 Wo.)AT | CH73 (1 Wo.)CH | Erstveröffentlichung: 28. September 2018 Verkäufe: + 100.000 |
| 2020 | Pop TwoFinger Records (BMG) | DE1 Gold · (12 Wo.)DE | AT9 (1 Wo.)AT | CH26 (1 Wo.)CH | Erstveröffentlichung: 29. Mai 2020 Verkäufe: + 100.000       |
| 2025 | Tod TwoFinger Records (BMG) | DE1 (2 Wo.)DE | — | — | Erstveröffentlichung: 10. Januar 2025                        |

### Remixalben
| Jahr | Titel Musiklabel            | Höchstplatzierung, Gesamtwochen, AuszeichnungChartplatzierungen (Jahr, Titel, Musiklabel, Platzierungen, Wochen, Auszeichnungen, Anmerkungen) | Höchstplatzierung, Gesamtwochen, AuszeichnungChartplatzierungen (Jahr, Titel, Musiklabel, Platzierungen, Wochen, Auszeichnungen, Anmerkungen) | Höchstplatzierung, Gesamtwochen, AuszeichnungChartplatzierungen (Jahr, Titel, Musiklabel, Platzierungen, Wochen, Auszeichnungen, Anmerkungen) | Anmerkungen                             |
| Jahr | Titel Musiklabel            | DE | AT | CH | Anmerkungen                             |
| ---- | --------------------------- | --- | --- | --- | --------------------------------------- |
| 2021 | Nur TwoFinger Records (BMG) | DE1 (3 Wo.)DE | — | — | Erstveröffentlichung: 17. Dezember 2021 |

## Singles
| Jahr | Titel Album                         | Höchstplatzierung, Gesamtwochen, AuszeichnungChartplatzierungen (Jahr, Titel, Album, Platzierungen, Wochen, Auszeichnungen, Anmerkungen) | Höchstplatzierung, Gesamtwochen, AuszeichnungChartplatzierungen (Jahr, Titel, Album, Platzierungen, Wochen, Auszeichnungen, Anmerkungen) | Höchstplatzierung, Gesamtwochen, AuszeichnungChartplatzierungen (Jahr, Titel, Album, Platzierungen, Wochen, Auszeichnungen, Anmerkungen) | Anmerkungen                                                |
| Jahr | Titel Album                         | DE | AT | CH | Anmerkungen                                                |
| --- | ----------------------------------- | --- | --- | --- | ---------------------------------------------------------- |
| 2018 | Morgen Nie                          | DE94 (1 Wo.)DE | — | — | Erstveröffentlichung: 8. Juni 2018                         |
| 2018 | Zuhause Nie                         | DE53 Gold · (3 Wo.)DE | — | — | Erstveröffentlichung: 29. Juni 2018 Verkäufe: + 200.000    |
| 2018 | Bau mich auseinander Nie            | — | — | — | Erstveröffentlichung: 27. Juli 2018                        |
| 2018 | Kieztränen Nie                      | — | — | — | Erstveröffentlichung: 24. August 2018                      |
| 2020 | Eine Minute Pop                     | DE41 (3 Wo.)DE | — | — | Erstveröffentlichung: 24. Januar 2020                      |
| 2020 | Alles was ich hab Pop               | DE40 Gold · (8 Wo.)DE | — | — | Erstveröffentlichung: 21. Februar 2020 Verkäufe: + 200.000 |
| 2020 | Schmeiß mein Leben auf den Müll Pop | DE— aDE | — | — | Erstveröffentlichung: 20. März 2020                        |
| 2020 | Frieden mit der Stadt Pop           | DE— bDE | — | — | Erstveröffentlichung: 17. April 2020                       |
| 2020 | Twingo Pop                          | DE55 (2 Wo.)DE | — | — | Erstveröffentlichung: 15. Mai 2020                         |
| 2021 | Die Hook (Philipp Schwär Remix) Nur | — | — | — | Erstveröffentlichung: 19. November 2021                    |
| 2023 | Paris –                             | — | — | — | Erstveröffentlichung: 4. August 2023                       |
| 2024 | Fin Tod                             | — | — | — | Erstveröffentlichung: 17. September 2024                   |
| 2024 | Tod                                 | — | — | — | Erstveröffentlichung: 27. September 2024                   |
| 2024 | Jpg Tod                             | — | — | — | Erstveröffentlichung: 18. Oktober 2024                     |
| 2024 | Klebeband Tod                       | — | — | — | Erstveröffentlichung: 8. November 2024                     |
| 2024 | Terpentin Tod                       | — | — | — | Erstveröffentlichung: 29. November 2024                    |
| 2024 | Woanders Tod                        | — | — | — | Erstveröffentlichung: 20. Dezember 2024                    |
| Folgende Lieder erschienen nicht als Single, wurden aber durch das Album zum Download und Streaming bereitgestellt und konnten somit eine Platzierung erlangen: |                                     | | | |                                                            |
| |                                     | | | |                                                            |
| 2020 | Regen Pop                           | DE71 (1 Wo.)DE | — | — | Charteinstieg: 5. Juni 2020                                |

## Musikvideos
| Jahr | Titel                                       | Regisseur(e)                 |
| ---- | ------------------------------------------- | ---------------------------- |
| 2018 | Morgen                                      |                              |
| 2018 | Zuhause                                     |                              |
| 2018 | Bau mich auseinander                        |                              |
| 2018 | Kieztränen                                  |                              |
| 2020 | Eine Minute                                 | Fynn Kliemann, Vincent Ubags |
| 2020 | Alles was ich hab                           |                              |
| 2020 | Schmeiß mein Leben auf den Müll             | Ole Hellwig, Fynn Kliemann   |
| 2020 | Frieden mit der Stadt                       |                              |
| 2020 | Twingo                                      | Björn Lingner                |
| 2021 | Die Hook (Philipp Schwär Remix)             |                              |
| 2021 | Regen (Piano Version)                       |                              |
| 2021 | Der Mann und das Meer (Fynn Kliemann Remix) |                              |

## Sonderveröffentlichungen
| Jahr | Titel Album                  | Anmerkungen                                                                                          |
| ---- | ---------------------------- | --- |
| 2021 | Pray (Fynn Kliemann Remix) – | Erstveröffentlichung: 17. Juni 2021 Interpretation: Drunken Masters feat. Delusion & Valentin Hansen |

## Statistik

### Chartauswertung
|                     | DE    | AT    | CH    |
| ------------------- | ----- | ----- | ----- |
| Nummer-eins-Alben   | DE3DE | AT—AT | CH—CH |
| Top-10-Alben        | DE4DE | AT1AT | CH—CH |
| Alben in den Charts | DE4DE | AT2AT | CH2CH |

|                       | DE    | AT    | CH    |
| --------------------- | ----- | ----- | ----- |
| Nummer-eins-Singles   | DE—DE | AT—AT | CH—CH |
| Top-10-Singles        | DE—DE | AT—AT | CH—CH |
| Singles in den Charts | DE6DE | AT—AT | CH—CH |

### Auszeichnungen für Musikverkäufe
Anmerkung: Auszeichnungen in Ländern aus den Charttabellen bzw. Chartboxen sind in ebendiesen zu finden.
| Land/RegionAuszeichnungen für Musikverkäufe (Land/Region, Auszeichnungen, Verkäufe, Quellen) | Gold     | Platin | Verkäufe | Quellen           |
| -------------------------------------------------------------------------------------------- | -------- | ------ | -------- | ----------------- |
| Deutschland (BVMI)                                                                           | 4× Gold4 | —      | 600.000  | musikindustrie.de |
| Insgesamt                                                                                    | 4× Gold4 | —      |          |                   |